# Важіб (фільм)
«Важіб» (Wajib) — копродукційний фільм-драма 2017 року, поставлений режисеркою Аннемарі Жасір. Світова прем'єра відбулася 5 серпня 2017 на Міжнародному кінофестивалі у Локарно, де стрічка брала участь у програмі секції «Сучасний світ кіно» та отримала кілька нагород. Фільм був обраний від Палестини кандидатом на премію «Оскар» 2018 року в категорії «Найкращий фільм іноземною мовою», але не був номінований 2018 року фільм було відібрано до програми міжнародного конкурсу 9-го Одеського міжнародного кінофестивалю у змаганні за Гран-прі «Золотий Дюк» .

## Сюжет
65-річний Абу Шаді, розлучений учитель з Назарету, готується до весілля своєї дочки. Через місяць він буде жити один. Шаді, його син-архітектор, після довгих років відсутності приїжджає додому на кілька днів з Риму, щоб допомогти батькові роздати весільні запрошення з рук у руки, як того вимагає палестинський звичай. Під час відвідин родичів та знайомих напруга між батьком і сином зростає, виносячи на поверхню розбіжності у їхніх поглядах на життя.

## У ролях
| • Мохаммад Бакрі   | … | Абу Шаді     |
| • Салех Бакрі      | … | Шаді         |
| • Тарик Копті      | … | Абу Мурад    |
| • Монера Шехаде    | … | Мурад        |
| • Лама Татур       | … | Марія        |
| • Самія Шанан      | … | вдова        |
| • Джаліль Абу Хана | … | офіціант     |
| • Осама Баварді    | … | Карам        |
| • Руба Блаль       | … | жінка Раміля |

## Знімальна група
- Автор сценарію — Аннамарі Жасір
- Режисер-постановник — Аннамарі Жасір
- Продюсер — Оссама Баварді
- Асоційований продюсер — Раджа Дубая
- Співпродюсери — Жак Біду, Маріанн Дюмолен, Кристіна Гальєго, Титус Крейнберг, Катрін Пор, Жорж Шукер, Рубен Торкилдсен
- Оператор — Антуан Еберле
- Монтаж — Жак Комет
- Художник-постановник — Наэль Кань
- Художник з костюмів — Хамада Аталла

## Нагороди та номінації
| Список нагород та номінацій (Список не є вичерпним) | Список нагород та номінацій (Список не є вичерпним) | Список нагород та номінацій (Список не є вичерпним)             | Список нагород та номінацій (Список не є вичерпним) | Список нагород та номінацій (Список не є вичерпним) | Список нагород та номінацій (Список не є вичерпним) |
| Кінофестиваль/Кінопремія                            | Рік                                                 | Категорія                                                       | Номінант(и)                                         | Результат                                           | Дж                                                  |
| --------------------------------------------------- | --------------------------------------------------- | --------------------------------------------------------------- | --------------------------------------------------- | --------------------------------------------------- | --------------------------------------------------- |
| Міжнародний кінофестиваль у Локарно                 | 2017                                                | Золотий леопард                                                 | Важіб                                               | Номінація                                           |                                                     |
| Міжнародний кінофестиваль у Локарно                 | 2017                                                | Спеціальний приз за найкращий фільм                             | Важіб                                               | Перемога                                            |                                                     |
| Міжнародний кінофестиваль у Локарно                 | 2017                                                | Спеціальний приз — Нагорода ISPEC Cinema                        | Важіб                                               | Перемога                                            |                                                     |
| Міжнародний кінофестиваль у Локарно                 | 2017                                                | Приз молодіжного журі: Навколишнє середовище — це якість життя  | Аннемарі Жасір, Оссама Баварді, Philistine Films    | Перемога                                            |                                                     |
| Міжнародний кінофестиваль у Локарно                 | 2017                                                | Приз «Дон Кіхот»                                                | Важіб                                               | Перемога                                            |                                                     |
| Лондонський кінофестиваль                           | 2017                                                | Найкращий фільм — Офіційна програма                             | Важіб                                               | Номінація                                           |                                                     |
| Лондонський кінофестиваль                           | 2017                                                | Найкращий фільм — Почесна згадка                                | Важіб                                               | Перемога                                            |                                                     |
| Міжнародний кінофестиваль у Мар-дель-Плата          | 2017                                                | Найкращий фільм — Міжнародний конкурс                           | Важіб                                               | Перемога                                            |                                                     |
| Міжнародний кінофестиваль у Мар-дель-Плата          | 2017                                                | Приз журі ACCA за найкращий фільм                               | Важіб                                               | Перемога                                            |                                                     |
| Міжнародний кінофестиваль у Мар-дель-Плата          | 2017                                                | Премія Всесвітньої католицької асоціації з комунікацій (SIGNIS) | Аннемарі Жасір                                      | Перемога                                            |                                                     |
| Міжнародний кінофестиваль у Мар-дель-Плата          | 2017                                                | Найкращий актор                                                 | Мохаммед Бакрі                                      | Перемога                                            |                                                     |
| Середземноморський кінофестиваль у Монпельє         | 2017                                                | Приз молодіжної аудиторії                                       | Важіб                                               | Перемога                                            |                                                     |
| Міжнародний кінофестиваль у Кералі                  | 2017                                                | Золотий фазан за найкращий фільм                                | Важіб                                               | Перемога                                            |                                                     |
| Дубайський міжнародний кінофестиваль                | 2017                                                | Найкращий художній фільм                                        | Важіб                                               | Перемога                                            |                                                     |
| Дубайський міжнародний кінофестиваль                | 2017                                                | Найкращий актор                                                 | Мохаммед Бакрі, Салех Бакрі                         | Номінація                                           |                                                     |
| Одеський міжнародний кінофестиваль                  | 2018                                                | Золотий Дюк — Міжнародний конкурс                               | Важіб                                               | Номінація                                           | [ 2 ]                                               |